# Carthage (Missouri)
Carthage település az Amerikai Egyesült Államok Missouri államában, Jasper megyében, melynek megyeszékhelye is. Lakosainak száma 15 522 fő (2020. április 1.).

## Népesség
A település népességének változása:

| 2010 | 14 378 |
| 2020 | 15 522 |